# ダメージ (映画)
『ダメージ』（英題: Damage、仏題: Fatale）は、1992年のイギリス・フランスのドラマ映画。監督はルイ・マル、出演はジェレミー・アイアンズとジュリエット・ビノシュなど。
原作は1991年に出版されたジョゼフィン・ハートの小説『Damage』で、息子の恋人との不倫に溺れる英国下院議員を描いている。

## ストーリー
イギリスの下院議員スティーヴン・フレミングは、社会的地位に恵まれ、家庭でも良き妻イングリッドに支えられ、順風満帆の生活を送っている。ある日、フランス大使館主催のパーティーに顔を出したスティーヴンは、若い女性アンナ・バートンと出会う。スティーヴンの長男マーティンと交際し始めたと自己紹介するアンナにスティーヴンは一目でただならぬ運命を感じ、彼女もスティーブンに意味ありげな視線を投げかける。2人は再会を予期しながら、簡単なあいさつを交わして別れる。
その後まもなく、フレミング家にマーティンがアンナを伴ってやって来る。動揺を隠せないスティーヴンに、後日アンナは電話をかけてくる。そして、2人は理性では抑えられない力に絡め取られ、情事に溺れていく。
アンナは15歳の時に兄アストンが16歳で自殺した経緯をスティーヴンに語る。幼い頃から外交官だった父の仕事の都合で世界中を渡り歩く生活を送る中、孤独な兄妹は互いに愛し合うようになったが、兄の束縛を恐れたアンナが自分と同じような境遇の幼なじみの友人ピーターと交際し始め、妹に拒絶されたことに絶望した兄は自殺したのである。
スティーヴンは妻と別れてアンナとの結婚を望むようになるが、彼女にその気はまったくなかった。2人の関係が続く中、アンナはマーティンからのプロポーズを受け入れて婚約する。アンナの母エリザベスを招いた祝いの席で、彼女はアンナの自殺した兄アストンとマーティンが瓜二つであることを明かす。その後、スティーヴンはエリザベスを車でホテルまで送るが、彼とアンナの関係に気付いたエリザベスは、アンナの幸せのために彼女と別れるようにスティーヴンに言う。悩んだスティーヴンはアンナに別れを告げるが、彼女は「あなたと会えるからマーティンと結婚するのよ」と、2人で会うためのアパートの部屋を用意し、その鍵をスティーヴンに渡す。
スティーヴンとアンナがアパートの部屋で激しく愛し合っているところに、マーティンがやってくる。2人の姿を目撃してショックを受けたマーティンは後退りすると、誤って柵を越えて階下に落ちて亡くなる。マーティンの亡骸を抱きしめるスティーヴンを残し、アンナは黙って去っていく。
刑事の尋問後に家に戻ったスティーヴンはイングリッドから「何故、自殺しなかったの？」「マーティンを返して！」と激しく責められる。イングリッドによれば、アパートの管理人からボイラーの使い方に関する電話が来たことを不審に思ったマーティンがそのアパートに行ったことにより、今回の悲劇が起きたのである。アンナの行方を知ろうとエリザベスのもとを訪ねたスティーヴンは、そこにアンナがいることに気付いて対峙するが、彼女は何も言わない。
議員を辞職し、すべてを失ったスティーヴンはヨーロッパの古い町で1人で静かに暮らしている。大きく引き伸ばして壁に貼った、かつてマーティンがくれたアンナと3人で撮った写真を前にスティーヴンは、アンナを1度だけ目撃した時のことを思い出す。幼なじみで元恋人のピーターを伴い、子供を抱いていた彼女の姿は「ごく普通の女だった」のである。

## 登場人物
スティーヴン・フレミング
元医師の下院議員。大物政治家である義父エドワードの後押しで政界入り。
アンナ・バートン
スティーヴンの息子マーティンの恋人。外交官の娘。
イングリッド・フレミング
スティーヴンの妻。名門の出身で大物政治家の娘。
マーティン・フレミング
スティーヴンとイングリッドの息子。新聞社の政治部副編集長。
エドワード・ロイド
イングリッドの父親。大物政治家。妻を亡くし、由緒ある屋敷で一人暮らし。
ピーター・ウェッツラー
アンナの幼なじみで元恋人の友人。
サリー・フレミング
スティーヴンとイングリッドの10代の娘。
ドナルド・リンゼイ
スティーヴンの同僚で友人。
エリザベス
アンナのフランス人の母親。自由奔放で4度の結婚歴がある。

## キャスト
| 役名                     | 俳優                     | 日本語吹替 | 日本語吹替   |
| 役名                     | 俳優                     | ソフト版   | テレビ東京版 |
| ------------------------ | ------------------------ | ---------- | ------------ |
| スティーヴン・フレミング | ジェレミー・アイアンズ   | 津嘉山正種 | 野沢那智     |
| アンナ・バートン         | ジュリエット・ビノシュ   | 日野由利加 | 佐々木優子   |
| イングリッド・フレミング | ミランダ・リチャードソン | 弥永和子   | 吉田理保子   |
| マーティン・フレミング   | ルパート・グレイヴス     | 平田広明   | 宮本充       |
| エドワード・ロイド       | イアン・バネン           | 大木民夫   | 阪脩         |
| ピーター・ウェッツラー   | ピーター・ストーメア     | 小室正幸   |              |
| サリー・フレミング       | ジェマ・クラーク         |            |              |
| ドナルド・リンゼイ       | ジュリアン・フェロウズ   |            |              |
| エリザベス               | レスリー・キャロン       | 藤堂陽子   |              |
| 刑事                     | デヴィッド・シューリス   | 中村秀利   |              |

- ソフト版：VHS・DVD収録（BDには未収録）
- テレビ東京版：初回放送1994年10月6日『木曜洋画劇場』

## 評価
Rotten Tomatoesによれば、批評家レビュー25件、批評家支持率80%、一般支持率73％(評価数5,000)、一般平均点は5点満点で3.7点となっている(2025-7)。

## 受賞歴
| 映画賞                             | 部門       | 対象者                     | 結果       |
| ---------------------------------- | ---------- | -------------------------- | ---------- |
| 第65回アカデミー賞                 | 助演女優賞 | ミランダ・リチャードソン   | ノミネート |
| 第50回ゴールデングローブ賞         | 助演女優賞 | ミランダ・リチャードソン   | ノミネート |
| 第46回英国アカデミー賞             | 助演女優賞 | ミランダ・リチャードソン   | 受賞       |
| 第18回セザール賞                   | 主演女優賞 | ジュリエット・ビノシュ     | ノミネート |
| 第18回ロサンゼルス映画批評家協会賞 | 音楽賞     | ズビグニエフ・プレイスネル | 受賞       |